# Wei Qing
En aquest nom xinès, el cognom és Wèi.
Wèi Qīng (xinès tradicional: 衛青, xinès simplificat: 卫青, pinyin: Wèi Qīng; Wade-Giles: Wei Ch'ing), mort el 106 aEC), nascut a Linfen, Shanxi, va ser un general militar que va viure durant la Dinastia Han Occidental de la història xinesa, les campanyes del qual en contra dels xiongnu (匈奴) li van valer grans elogis. Ell era el mig germà menor de l'Emperadriu Wei Zifu (衛子夫) i l'oncle de Huo Qubing (霍去病), com també el posterior cunyat de l'Emperador Wu (漢武帝).

## Rerefons familiar i inicis de la seva carrera

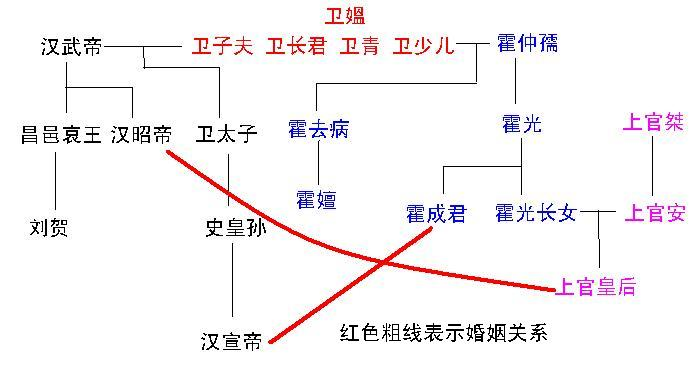
卫家和西汉皇室的关系 (La relació entre la família Wei i la família Reial de Han Occidental.)

Wei va néixer a partir de mitjans humils, com un fill il·legítim d'una relació adúltera. El seu pare Zheng Ji (鄭季) era un funcionari de baix nivell pel Comtat de Pingyang (平陽縣, en l'actualitat Linfen, Shanxi) i va ser encarregat de servir a la finca de Cao Shou (曹壽), el Marquès de Pingyang (平陽侯), i la seva esposa la Princesa Pingyang (平陽公主). Allí va conèixer i va tenir una relació amb una serventa anomenada Wei, i de la seva relació va néixer un fill, Wei Qing, que va prendre el nom familiar de la seva mare a causa de la il·legitimitat (Wei Zifu va ser néixer de forma similar en la il·legitimitat, però d'un pare diferent). Com un fill il·legítim, el jove Wei Qing va ser detestat per la seva madrastra, pare i germanastres, i se li va fer viure la vida dels humils criats. Incapaç de tolerar el maltractament, Wei Qing finalment es va tornar al costat de la seva mare durant els principis la seva adolescència, i va servir com cuidador de cavalls en la propietat del Marquès de Pingyang.
Després que la Princesa Pingyang va oferir a la cantant i ballarina Wei Zifu a l'Emperador Wu com a concubina al voltant de l'any 139 aEC, Wei Qing va seguir la destinació de l'oferiment com un regal d'acompanyament per servir de cuidador de cavalls al palau. Això no obstant, com la seva germana es va guanyar l'amor de l'emperador, gairebé un desastre li ocorreria Wei. La poderosa Gran Princesa Liu Piao (劉嫖), la mare de l'Emperadriu Chen Jiao (陳嬌), emprenyada perquè la Consort Wei hagués desviat el favor imperial que la seva filla havia tingut anteriorment, va segrestar a Wei Qing, i volgué matar-lo en privat com a represàlia. No obstant això, Wei va ser rescatat en l'últim moment pels seus amics, un grup de genets palau companys dirigits per Gongsun Ao (公孫敖). En resposta a l'incident, i com a mostra del seu disgust cap a la mateixa Emperadriu Chen i la Gran Princesa Liu, l'Emperador Wu va fer a Wei Qing el funcionari cap de la família al Palau de Jianzhang (建章宮), lluny d'on la princesa pogués ser capaç de fer-li mal, i li va atorgar una gran riquesa a Wei Qing.

## Carrera com a general militar
Gran riquesa no seria tot el que Wei tindria. L'Emperador Wu va veure en ell qualitats, i creia que seria un gran general brillant en equitació, arc, valentia, així com posseïdor d'excel·lents qualitats de lideratge, incloent-hi la capacitat de simpatitzar amb els seus soldats i obtenir la seva lleialtat. L'emperador Wu promouria a Wei Qing per acabar sent el seu més proper cònsol/tinent durant els anys següents, fins que ell ja hagués obtingut el poder del tot i assegurat el seu tron.
En el 129 aEC, quan els Xiongnu van atacar la Comandància de Shanggu (上谷, a grans trets l'actual Zhangjiakou, Hebei), l'Emperador Wu va enviar a Wei Qing (amb el títol de General de Carruatges i Cavalleria 車騎將軍), Gongsun Ao, Gongsun He (公孫賀) i Li Guang (李廣) a combatre els xiongnu, cadascun dirigint cavalleries de 10.000 homes. Li Guang i Gongsun Ao va patir grans derrotes en mans dels xiongnu, mentre que Gongsun He va fallar en poder trobar i enfrontar-se a l'enemic. Wei, això no obstant, es va distingir per fer una incursió en l'indret sagrat dels xiongnu de Longcheng (龍城), matant en el procés a més de 700 soldats xiongnu custodiaven el lloc. Com a recompensa per la victòria (la veritable primera victòria contra els xiongnu en la història de Han), Wei va ser ascendit a un comandament superior i creat en qualitat de marquès (關內侯).
En el 128 aEC, Wei obtindria una victòria més gran contra els xiongnu, matant a milers de soldats xiongnu.
En el 127 aEC, Wei va aconseguir una gran victòria contra els Prínceps Xiongnu de Loufan (樓煩王) i Baiyang (白羊王) després de superar totalment i encerclar a les forces xiongnu, matant a milers de soldats xiongnu i capturant més d'un milió de caps de bestiar xiongnu. Els Han tornaren a capturar el territori obligant als dos clans xiongnu de retirar-se de la fèrtil regió de Heta (en l'actualitat la central i occidental Mongòlia Interior centrada en Ordos), i assestaren un colp devastador a l'economia d'aquestes tribus xiongnu. La Ciutat de Shuofang (朔方城) va ser construïda, i més tard es convertiria en un bastió clau des d'on es posaria en marxa les campanyes d'ofensiva i defensiva en contra dels xiongnu. Per la seva fita, a Wei se li va crear el títol de Marquès de Changping (長平侯), i els seus subordinats Su Jian (蘇建, pare del gran patriota Han Su Wu) i Zhang Cigong (張次公) va ser fets també marquesos.
En el 124 aEC, Wei seria la part vital de la més gran victòria dels Han sobre els xiongnu fins a la data. Quan el Príncep Digne Xiongnu de la Dreta (右賢王, literalment significant el "Rei Savi de la Dreta") fet incursions d'assetjament contra Shuofang, Wei i els seus altres generals els van sorprendre llançant un aclaparador assalt a la nit sobre el campament principal xiongnu, envoltant-los des del darrere. No només van fer córrer per la seva vida al Príncep Digne que es va despertar de la seva dormida èbria (amb només la seva pròpia concubina seguint-li), ells també van prendre prop de 15.000 presoners, incloent-hi un gran nombre de prínceps i nobles xiongnu, i grans quantitats de ramats de caps de bestiar. A aquesta campanya, el seu nebot Huo Qubing va destacar en la batalla i se li va donar el seu propi comandament. Per aquesta victòria, Wei va ser fet Gran General de Totes les Forces Armades (大將軍, l'equivalent Han del rang cap de Generalíssim), i la seva marxa va ser allargada. Els seus tres fills joves Wei Kang (衛伉), Wei Buyi (衛不疑), i Wei Deng (衛登) van ser fets també marquesos (una oferta més tard rebutjada per Wei Qing), igual que altres set generals sota el comandament de Wei.
En el 123 aEC, Wei va lliurar una batalla relativament poc concloent. Tot i que va ser capaç de matar o capturar més de 19.000 soldats xiongnu, part de les seves forces d'avantguarda, un fort regiment de 3.000 homes comandats pels Generals Su Jian i Zhao Xin (趙信), va ser sorprès i envoltat per les forces dirigides pel xiongnu Yizhixie Chanyu (伊稚斜單于), i gairebé anihilades. Zhao va fer defecció, mentre que Su es va escapar després de perdre a tots els seus homes en eixa desesperada lluita. Mostrant compassió per Su, Wei el va perdonar tot i que alguns partidaris aconsellaven que Su fóra ajusticiat en l'acte després que se celebrara un consell de guerra de la cort marcial per fer valer l'autoritat del comandament de Wei.
Malgrat el seu gran honor i poder, Wei es va mantenir humil en molts sentits. A causa del gran tracte de favor que l'Emperador Wu li havia mostrat, tots els altres funcionaris de la cort li afalagaven, exceptuant Ji An (汲黯), que li tractava com un igual. Wei era impressionat per la integritat de Ji enfront de la pressió i va respectar en gran manera a Ji, sovint demanant-li l'opinió a Ji sobre qüestions importants. Al llarg de la seva carrera, es va negar a contractar erudits perquè li lloaren i crearen consideracions de l'opinió pública sobre ell, i va tractar de mantenir un perfil baix de lluïment pel seu nivell de vida. Malgrat la seva humil manera de la vida, l'estatus de Wei en l'exèrcit de Han li va establir una figura distingida en el país, atraient admiració, gelosia i hostilitat per parts iguals. L'oncle de l'Emperador Wu, el Príncep de Huainan Liu An (淮南王劉安), que havia estat conspirant un colp militar per llarg temps, va veure a Wei com el seu principal obstacle polític a ser eliminat.

## Labatalla de Mobeii participació en la mort de Li Guang
En el 119 aEC, Wei, com el Gran Comandant de les Forces Armades, estaria involucrat en una batalla controvertida que conduiria a la mort d'un altre famós general, Li Guang. En aquest enfrontament, l'Emperador Wu va trencar el patró normal de reacció en contra dels atacs dels xiongnu fent una excursió de gran envergadura contra la seu dels xiongnu al nord del Desert de Gobi. Açò seria conegut en els llibres d'història com la Campanya de Mobei ("campanya del nord del desert"). Wei i Huo estaven al comandament dels dos exèrcits principals. Sota el comandament de Wei hi havia uns altres quatre generals Li, Gongsun He, Zhao Yiji (趙食其) i Cao Xiang (曹襄). Contràriament a les disposicions promeses per l'Emperador Wu a Li, en les quals ell comptaria amb la divisió d'avanç i avantguarda, l'Emperador Wu li va expressar en secret a Wei de no assignar-li missions importants a Li a causa de l'historial "malastruc" d'aquest últim. Wei, després que l'exèrcit ja havia partit, va fusionar la força de Li amb la de Zhao i els va ordenar prendre una ruta per l'est a través d'una regió àrida. D'acord amb l'historiador Sima Qian (司馬遷), Wei havia fet açò per donar-li al seu vell amic Gongsun Ao, que recentment havia estat desposseït del seu títol, l'oportunitat de guanyar una gran batalla i així poder tornar a ser ascendit. Així i tot, cal assenyalar que l'enviament dels Generals del Front (前將軍, concretament Li) i la Dreta (右將軍, concretament Zhao) pels flancs era una disposició tàctica típica de Wei. Aquest fet va ser evidenciat pel seu desplegament, durant la menys reeixida campanya del 123 aEC, de Zhao Xin i Su Jian, que eren els Generals del Front i la Dreta respectivament.
L'exèrcit de Wei es va topar inesperadament amb la força principal de Chanyu Yizhixie, que anticipadament estava esperant per emboscar a l'exèrcit dels Han. Tot i ser molt superats en nombre i cansats després del llarg viatge, Wei va ser capaç de contrarestar la càrrega de la cavalleria xiongnu amb una defensa d'arquers creada per carros blindats i pesats disposats en formacions d'anell, que es va reforçar amb contraofensives de cavalleria. (Aquesta defensa seria avaluada per molts estrategs xinesos més tard com una de les més eficaces contra cavalleria, incloent-hi entre ells a Yue Fei.) Posteriorment en la batalla, aprofitant el moment d'una tempesta de sorra (amb poca visibilitat), Wei va trencar les taules i va llançar atacs bilaterals pels flancs amb la seva cavalleries. Aquest moviment decisiu va fer miques la línia de formació de Chanyu, gairebé capturant-lo i completament ofegant al seu exèrcit, matant a més de 10.000 soldats xiongnu en el transcurs. L'exèrcit Han els va empaitar per tota l'actual regió Ulan Bator, destruint el bastió xiongnu del Castell de Zhao Xin (趙信城) abans de tornar triomfants amb un total de prop de 19.000 enemics morts. Chanyu Yizhixie es va veure obligat a fugir amb molt pocs homes, perdent la comunicació amb la seva tribu durant dies, i no va tornar fins que el seu clan presumir la seva mort i va instaurar un nou Chanyu. Aquesta va ser una victòria aconseguida de forma ben justa però significativament crítica per l'imperi Han. Els xiongnu es van debilitar considerablement fins al punt que les poblacions es van amuntegar per l'àrid desert del nord de Gobi (cosa que conduiria a una disminució de la seva població), i serien incapaços d'atacar cap al sud durant les dècades posteriors. La següent gran invasió xiongnu no es va produir fins després que la dinastia Han es va esfondrar, uns 400 anys després durant la Dinastia Jin.
Mentrestant, Li i Zhao es van perdre en el desert i no arribar a temps per la batalla, tot i trobar-se una petita resistència xiongnu. Quan la batalla va acabar, Li i Zhao van ser convocats al tribunal militar sota l'acusació de no seguir les ordres. Sentint-se humiliat pels càrrecs en contra i frustrat per perdre la seva última oportunitat de glòria marcial, Li es va suïcidar per no haver d'enfrontar-se al tribunal. Molta gent en va culpar a Wei de ser el causant de la mort de Li, entre ells hi eren inclosos l'historiador Sima Qian i el fill menor de Li, Li Gan (李敢), que era aleshores un subordinat de Huo Qubing. Li Gan més tard aniria a casa de Wei per agredir-li. Wei va decidir deixar passar l'assumpte, però Huo es va emprenyar en gran manera al respecte que un subordinat seu tingués la gosadia d'atacar al seu oncle. A conseqüència d'això, Huo va disparar i matar a Li Gan durant una excursió de caça.

## Carrera tardana i mort
Després de la batalla del 119 aEC, Wei veuria poca acció de combat per si mateix. Ell es va mantenir durant molt de temps a la capital Chang'an (長安) per assessorar a l'Emperador Wu sobre qüestions militars i de vegades polítiques com el Primer Ministre de Defensa (大司馬大將軍), i també va ajudar al seu nebot el Príncep Hereu Liu Ju (劉據) a governar l'estat quan l'Emperador Wu estava absent eixides oficials.
Wei va traspassar en el 106 aEC i va ser soterrat a una gran tomba per ser una representació del Mont Lu (盧山, una muntanya amb anterioritat en el territori ocupat dels xiongnu). La tomba va ser connectada amb el del seu nebot Huo Qubing, que havia mort en el 117 aEC, i en el futur ho seria amb la de l'Emperador Wu. Wei no viuria per veure la destrucció del seu clan (ningú no va sobreviure a excepció del seu fill menor Wei Deng (衛登) i el seu net de germà Liu Bingyi (劉病已), així com el tràgic destí de la seva germana l'Emperadriu Wei i el seu nebot el Príncep Hereu Liu, durant l'agitació política del 91 aEC.

## Anotacions
1. ↑  青為侯家人，少時歸其父，父使牧羊。民母之子皆奴畜之，不以為兄弟數
2. ↑  青壯，為侯家騎，從平陽主
3. ↑  建元二年春，青姊子夫得入宮幸上。皇后，大長公主女也，無子，妒。大長公主聞衛子夫幸，有身，妒之，乃使人捕青。青時給事建章，未知名。大長公主執囚青，欲殺之
4. ↑  其友騎郎公孫敖与壯士往篡之，故得不死
5. ↑  上聞，乃召青為建章監，侍中
6. ↑  元光六年，拜為車騎將軍，擊匈奴，出上谷；公孫賀為輕年將軍，出云中；太中大夫公孫敖為騎將軍，出代郡；衛尉李廣為驍騎將軍，出雁門。軍各万騎
7. ↑  將軍衛青出上谷，至龍城，得胡首虜七百人。公孫賀出云中，無所得。公孫敖出代郡，為胡所敗七千。李廣出雁門，為胡所敗，匈奴生得廣，廣道亡歸
8. ↑  青复將三万騎出雁門，李息出代郡。青斬首虜數千
9. ↑  青复出云中，西至高闕，遂至于隴西，捕首虜數千，畜百余万，走白羊、樓煩王。遂取河南地為朔方郡
10. ↑  青校尉蘇建為平陵侯，張次公為岸頭侯
11. ↑  漢兵出塞六七百里，夜圍右賢王
12. ↑  右賢王惊，夜逃，獨与其愛妾一人騎數百馳，潰圍北去
13. ↑  得右賢裨王十余人，眾男女万五千余人，畜數十百万
14. ↑  其明年春，汉复遣大将军卫青将六将军，十余万骑，仍再出定襄数百里击匈奴，得首虏前后万九千余级，而汉亦亡两将军，三千余骑。右将军建得以身脱，而前将军翕侯赵信兵不利，降匈奴。赵信者，故胡小王，降汉，汉封为翕侯，以前将军与右将军并军，介独遇单于兵，故尽没。
15. ↑  信故胡人，降為翕侯，見急，匈奴誘之，遂將其余騎可八百奔降單于。蘇建盡亡其軍，獨以身得亡去，自歸青
16. ↑  青問其罪正閎、長史安、議郎周霸等：“建當云何？”霸曰：“自大將軍出，未嘗斬裨將，今建棄軍，可斬，以明將軍之威。”閎、安曰：“不然。兵法‘小敵之堅，大敵之禽也。’今建以數千當單于數万，力戰一日余，士皆不敢有二心。自歸而斬之，是示后無反意也。不當斬。”青曰：“青幸得以肺附待罪行間，不患無威，而霸說我以明威，甚失臣意。且使臣職雖當斬將，以臣之尊寵而不敢自擅專誅于境外，其歸天子，天子自裁之，于以風為人臣不敢專權，不亦可乎？”官吏皆曰“善”。遂囚建行在所
17. ↑  蘇建嘗說責：“大將軍至尊重，而天下之賢士大夫無稱焉，愿將軍觀古名將所招選者，勉之哉！”青謝曰：“自魏其、武安之厚賓客，天子常切齒。彼親待士大夫，招賢黜不肖者，人主之柄也。人臣奉法遵職而已，何与招士！”
18. ↑  青仁，喜士退讓，以和柔自媚于上，然于天下未有稱也
19. ↑  一日發兵，使人即刺殺大將軍青
20. ↑  大將軍陰受上指，以為李廣數奇，毋令當單于，恐不得所欲
21. ↑  翕侯趙信為前將軍，衛尉蘇建為右將軍
22. ↑  而适直青軍出塞千余里，見單于兵陳而待。于是青令武剛車自環為營，而縱五千騎往當匈奴，匈奴亦縱万騎
23. ↑  大風起，沙礫擊面，兩軍不相見，漢益縱左右翼繞單于
24. ↑  会明，行二百余里，不得单于，颇捕斩首虏万余级
25. ↑  遂至窴顏山趙信城，得匈奴積粟食軍。軍留一日而還，悉燒其城余粟以歸
26. ↑  青軍入塞，凡斬首虜万九千級
27. ↑  單于久不与其大眾相得，右谷蠡王以為單于死，乃自立為單于。真單于复得其眾，右谷蠡乃去號，复其故位
28. ↑  前將軍廣、右將軍食其軍別從東道，或失道
29. ↑  青欲使使歸報，令長史簿責廣，廣自殺
30. ↑  怨大將軍青之恨其父，乃擊傷大將軍，大將軍匿諱之
31. ↑  票騎將軍去病怨敢傷青，射殺敢
32. ↑  起冢象盧山云

- Joseph P Yap Wars With The Xiongnu - A Translation From Zizhi tongjian. Capítols 4-6. AuthorHouse (2009) ISBN 978-1-4490-0604-4